# 甲斐仁志
甲斐 仁志（かい ひとし、1946年2月 - ）は狭山事件研究者。本名、雛元 昌弘。日向 勤（ひな つとむ）名義による著作もある。株式会社都市構造研究所代表取締役。

## 経歴
岡山生まれ、兵庫県姫路市出身。兵庫県立姫路西高等学校を経て京都大学工学部建築学科卒業後、京都大学工学部大学院離籍。
もともと部落問題には無関心だったが、1970年頃、ある雑誌の創刊に関与し、部落解放同盟中央本部中央執行委員長（当時）の朝田善之助の元へ創刊誌を持参した折、当時控訴審の段階にあった狭山裁判のことを朝田から聞かされ、狭山事件と出会う。1971年、大阪浪速地区総合計画に参加。1973年、解放新聞社に入り、狭山弁護団事務局に参加。
1988年に『狭山事件を推理する』を三一書房から刊行。2010年からウェブサイト「新推理・狭山事件」で自らの推理を発表。2014年、『最終推理 狭山事件――浮かびあがる真犯人』を明石書店から刊行。まちづくり計画の会社経営やコンサルタントを経験。趣味は古代史研究と愛犬。
甲斐仁志とは「かいじん4」をもじった変名であり、「『かい人21面相』を超える狭山事件の真犯人と較べると、私は4つの顔（怪人、解人、諧人、海人）ぐらいしか持っていないから」と由来を語っている。
パソコン遠隔操作事件の真犯人逮捕について「私は狭山事件の経験から、誤認逮捕との強い懸念を持ってきた」、「実際に逮捕・取調を受けた経験者なら、同じように冤罪者を苦しめることは考えにくい。私がKさんは無実であると考えるのは、この動機の点が一番大きい」と発言している。

## 著書

### 甲斐仁志名義
- 『狭山事件を推理する―Vの悲劇』（三一書房、1988年）
- 『最終推理 狭山事件――浮かびあがる真犯人』（明石書店、2014年）

### 雛元昌弘名義
- 『冤罪・狭山事件』（現代書館、1984年）

### 日向勤名義
- 『スサノオ・大国主の日国―霊の国の古代史』（梓書院、2009年）